# Wechselstromschweißen
Unter Wechselstromschweißen versteht man den Schweißvorgang unter Verwendung von Wechselstrom (im Gegensatz zum Gleichstromschweißen). Er wird bei Nichteisenmetallen (z. B. Aluminium) eingesetzt.

## Technik
Beim Wechselstromschweißen ist die Elektrode sowohl Anode als auch Kathode. Die positive Halbwelle des Wechselstromes hat einen Reinigungseffekt und zerstört die hochschmelzende Oxidschicht des Leichtmetalls, was besonders beim Schweißen von Aluminium vorteilhaft ist. Die negative Halbwelle wird zum Schmelzen des Metalles genutzt. Durch die hohe thermische Beanspruchung der Wolframelektrode entsteht am Elektrodenende ein halbkugelförmiger Wolframtropfen. Der Lichtbogen brennt unruhig, was sich für Feinschweißungen nachteilig auswirkt. Der Einbrand ist breit und flach.
Um diesem Umstand Rechnung zu tragen, sind die meisten modernen WIG-Stromquellen mit einer Balanceregelung ausgerüstet. In der Regel ist ein Wert von 20 % positiv zu 80 % negativ und umgekehrt einstellbar. Ein Verstellen in Richtung negativ ergibt schmalere Nähte infolge eines stabileren Lichtbogens. Es muss jedoch vor allem bei hohen Schweißgeschwindigkeiten darauf geachtet werden, dass genügend Positivanteil vorhanden ist, damit die Reinigung und Anschmelzung gewährleistet ist. Bei der Verwendung von Mischgasen mit Heliumanteilen von 20 % und mehr muss unbedingt auf genügende "Reinigungswirkung" geachtet werden.

## Wirtschaftliche Bedeutung
Bei Wechselstrom ist eine geringere Energieeinbringung möglich. Dieser gesparte Strom des WIG-Schweißgeräts addiert sich schnell auf über eine Zeit gesehen und kann viel Geld sparen oder eben kosten.